# みやぎネット
みやぎネットは、宮城県内に本店を置く金融機関のうち、七十七銀行・仙台銀行及び県内全5信用金庫相互間のATM・CD利用手数料無料提携サービスの名称である。

## 概要
ゆうちょ銀行の発足に対抗し、宮城県内の7行庫との連携により、平日日中の出金手数料を無料にすることで気軽に利用出来る県内最大のATMネットサークを通じて顧客の利便性の向上を図ることを目指す。
なお、宮城県内に本店を置く信用組合3組合（石巻商工・古川・仙北）及び東北ろうきん、JAバンクみやぎ、および宮城県漁業協同組合（現在は、信用事業については東日本信用漁業協同組合連合会の宮城県内拠点に事業譲渡）は今回の提携には参加していない。

### 呼称について
- 宮城県民のお客様にとって、身近で便利なATMネットワークとして利用して欲しいという意味合いを持つ。

### 対象金融機関
※：統一金融機関コード順に掲載
- 七十七銀行
- 仙台銀行
- 杜の都信用金庫
- 宮城第一信用金庫
- 石巻信用金庫
- 仙南信用金庫
- 気仙沼信用金庫

### 対象ATM
- 上記対象金融機関が単独で設置しているATM
- 共同ATMの内、上記対象金融機関の何れかが幹事となるATM

## 沿革
- 2009年（平成21年）4月13日 - 提携開始。